# Greg Leigh
Greg Leigh (Sale, 30 de septiembre de 1994) es un futbolista británico, nacionalizado jamaicano, que juega en la demarcación de lateral izquierdo para el Oxford United F. C. de la EFL Championship.

## Selección nacional
El 14 de noviembre de 2020 hizo su debut con la selección de Jamaica en un partido amistoso contra Arabia Saudita que finalizó con un resultado de 3-0 a favor del combinado saudita tras los goles de Salem Al-Dawsari, Saleh Al-Shehri y Firas Al-Buraikan.

## Clubes
| Club                           | País         | Año       | Partidos | Goles |
| ------------------------------ | ------------ | --------- | -------- | ----- |
| Crewe Alexandra F. C. (cedido) | Inglaterra   | 2014-2015 | 42       | 1     |
| Bradford City A. F. C.         | Inglaterra   | 2015-2016 | 8        | 2     |
| Bury F. C.                     | Inglaterra   | 2016-2018 | 92       | 2     |
| NAC Breda                      | Países Bajos | 2018-2019 | 16       | 1     |
| Aberdeen F. C.                 | Escocia      | 2019-2021 | 33       | 2     |
| Morecambe F. C.                | Inglaterra   | 2021-2022 | 41       | 2     |
| Ipswich Town F. C.             | Inglaterra   | 2022-2023 | 20       | 0     |
| Oxford United F. C.            | Inglaterra   | 2023-     | 72       | 12    |